# Henryk Liefeldt
Henryk Liefeldt, poljski dirkač in inženir, * 1894, † 13. september 1937, Varšava, Poljska.
Liefeldt je v sezoni 1930 zmagal na dirki za Veliko nagrado Lvova z dirkalnikom Austro Daimler ADR, ki ga je sam pripravil. S tem je postal zmagovalec prve dirke za Veliko nagrado Lvova, ki je potekala med letoma 1930 in 1933 in drugi poljski zmagovalec dirke za Veliko nagrado po Louisu Zborowskem.